# Tekella
Tekella es un género de arañas araneomorfas de la familia Cyatholipidae. Se encuentra en Nueva Zelanda.

## Lista de especies
Según The World Spider Catalog 12.0:
- Tekella absidata Urquhart, 1894
- Tekella bisetosa Forster, 1988
- Tekella lineata Forster, 1988
- Tekella nemoralis (Urquhart, 1889)
- Tekella unisetosa Forster, 1988